# نادي سالتو لكرة القدم
نادي سالتو أوروغواي لكرة القدم (بالإسبانية: Salto Uruguay Fútbol Club) هو نادي كرة قدم من سالتو في الأوروغواي .